# Palmstierna
Palmstierna är en svensk adelsätt med friherrlig rang, med samma ursprung som den utslocknade ätten Schillerfelt.

## Historik
Enligt äldre traditioner ska släkten tillhöra en medeltida ätt Kula och komma från Norge, samt ha inkommit till Sverige på 1400-talet. Den äldsta belagda förfadern är dock Magnus Petri (död 1614) som undertecknade beslutet från Uppsala möte. Uppgiften att han varit hovpredikant hos kung Erik XIV stämmer troligen inte. Enligt Gabriel Anrep skulle han ha begagnat samma vapen som Kulaätten. Hans barn antog namnet Schillerus efter hans hemman Schillra där han ska ha bott en tid. Han var gift två gånger. Den första hustrun var dotter till kyrkoherden i Stigtomta socken och Nykyrka socken, Johannes Olai, och i detta äktenskap föddes Carolus Magni Schillerus som blev stamfader till ätten Schillerfelt, och hans bror kyrkoherden Daniel Magni Schillerus.
Den sistnämnde av dessa blev kyrkoherde efter fadern i Stigtomta och Nykyrka. Hans hustru var Cathrina Jönsdotter från Nyköping, vars far Jöns Welamsson var skräddare och rådman och vars mor Brita Larsdotter kom från Österbotten. Deras son Magnus Schiller var professor vid Uppsala universitet, häradshövding med mera. Till hustru hade han Christina Maria Trost vars bröder adlades Gyllentrost och vars far mäster Mattias Valentinsson Trost var borgmästare i Stockholm. Deras son Magnus Magnusson Schillerus blev lagman. Enligt Anreps ättartavlor fick han förnyelse på adelskapet, men enligt Riddarhusets databas adlades han, år 1692 på namnet Palmstierna. Han introduceraders året därpå på nummer 1246. Magnus Palmstiernas hustru var Brita Margareta von Preutz som skrev sig till Sonstorp som därmed övergick i ätten Palmstiernas ägo. Hon var dotter till kommerserådet Niclas Preutz som adlats med namnet von Preutz, och dennes hustru Catharina Sviring. De hade fyra döttrar och två söner. Döttrarna gifte sig von Segebaden, von Ehrenclou, och Cronhielm. En dotter och en av sönerna avled i unga år utan att ha hunnit gifta sig.
Ätten fortlevde på svärdssidan med äldste sonen Nils Palmstierna, som år 1747 upphöjdes till friherre och som sådan introducerades på nummer 220. Därmed utgick den adliga ätten. Hans hustru var grevinnan Anna Christina Lagerberg, dotter till Swen Lagerberg och Ottilliana Wellingk. Deras yngste son Sven var överste, men hans ättegren slocknade generationen därefter. Den ännu fortlevande ätten utgår från hans bror Måns Palmstierna som till hustru hade friherrinnan Beata von Essen vars mor var en Kruuse af Verchou.

## Personer ur ätten
- Nils Palmstierna (1696–1766)
- Nils Palmstierna (1788–1863), diplomat och riksdagsman
- Otto Palmstierna (1790–1878), militär och politiker
- Henrik Palmstierna (1821–1885)
- Carl Fredrik Palmstierna (1823–1896)
- Hjalmar Palmstierna (1836–1909)
- Ellen Palmstierna (1869–1941)
- Erik Palmstierna (1877–1959), grundare av Palmstiernas klubb
- Henrik Palmstierna (1884–1962)
- Carl Otto Palmstierna (hovjägmästare) (1900–1966), hovjägmästare
- Kule Palmstierna (1900–1983), läkare
- Carl-Fredrik Palmstierna (1903–1993)
- Margareta Palmstierna de Seynes (1905–1942)
- Nils-Fredrik Palmstierna (1919–1990)
- Hans Palmstierna (1926–1975)
- Gunilla Palmstierna-Weiss (1928-2022)
- Jacob Palmstierna (1934–2013)
- Caroline Palmstierna (1930–2018), gift med Jacob Palmstierna
- Jan Palmstierna (född 1948)